# Michaił Michajłow-Iwanow
Michaił Silwestrowicz Michajłow-Iwanow (ros. Михаил Сильверстович Михайлов-Иванов, ur. 3 listopada 1894 w Rajsku w guberni grodzieńskiej, zm. 27 września 1931 w Moskwie) – radziecki działacz państwowy, partyjny i gospodarczy narodowości ukraińskiej.
W 1913 wstąpił do SDPRR(b), 1916 aresztowany za działalność rewolucyjną, w marcu 1917 został członkiem Rady Piotrogrodzkiej i członkiem Petersburskiego Komitetu SDPRR(b), brał udział w rewolucji październikowej w Piotrogrodzie. W 1918 członek Rady Komisarzy Ludowych Ukraińskiej SRR, 1918-1920 pracownik polityczny transportu kolejowego i Armii Czerwonej, od 1920 kierownik Pietrogubmetałła. Od 19 grudnia 1927 do końca życia zastępca członka KC WKP(b), do 1930 zastępca przewodniczącego Rady Leningradzkiej, od 1 stycznia do 27 września 1931 zarządca Wszechrosyjskiego Zjednoczenia Traktorowego i członek Prezydium Najwyższej Rady Gospodarki Narodowej ZSRR, jednocześnie dyrektor Stalingradzkiej Fabryki Traktorów. Został pochowany na Cmentarzu przy Murze Kremlowskim na Placu Czerwonym.